# 錫爾赫特人
錫爾赫特人，是孟加拉國的一個印度-雅利安人族群，主要生活在孟加拉國東部的錫爾赫特區和印度阿薩姆邦的巴拉克河谷，印度梅加拉亞邦，特里普拉邦和曼尼普爾邦有相當多的人口。 他們的僑民社區存在於英國、美國、中東、義大利和世界其他地區。由於語言差異，地理獨特性和歷史原因，今天錫爾赫特人保持與孟加拉人隔離。現時人口約11,800,000，主要信仰印度教和伊斯蘭教。
錫爾赫特人在18世紀後期已移民國外，許多錫爾赫特人男子離開該地區尋找工作。在此期間，來自錫爾赫特的年輕人經常在英國商船上工作。連鎖移民導致最終在倫敦東區的工人階級社區以及盧頓、伯明翰、曼徹斯特、利茲、布拉德福德和奧爾德姆等工業城鎮中有大量的錫爾赫特人定居。
現時錫爾赫特僑民數量約為100萬。2008年的一項研究表明，95%的錫爾赫特僑民生活在英國。在美國，大多數錫爾赫特人住在紐約市、亞特蘭大、休斯頓、洛杉磯、邁阿密和底特律。
他們的印度教徒分為四個種姓，而穆斯林分為三個等級：阿什拉夫，阿杰拉夫和阿扎爾。阿什拉夫是牧師、教師、傳教士、國王、州長和士兵；阿杰拉夫是牧牛人、農民、工匠和商人，阿扎爾是首二等人的僕役。